# Hnutí Pro život ČR
Hnutí Pro život ČR (HPŽ ČR) je zapsaný spolek působící v České republice, součást ortodoxního, konzervativního a protipotratového tzv. pro-life hnutí. Formálně založeno bylo roku 1992 jako Hnutí Pro život, na pozdější název bylo přejmenováno v roce 1999, kdy se původně jihlavská organizace stala organizací s celorepublikovou působností. Je největší českou pro-life organizací. Předsedou spolku je Radim Ucháč.

## Aktivity spolku
Hnutí Pro život ČR dle vlastních slov usiluje o „obnovu společenského respektu k životu nenarozených dětí. Dle svých slov se snaží předcházet potratům, pomáhat ženám, které se cítí být k potratům nuceny, a těm, které mají po potratu psychické potíže“.
Od roku 2001 každoročně organizuje v Praze pochod pro život. V roce 2017 se tohoto pochodu v Praze zúčastnilo přibližně pět tisíc lidí. V roce 2019 se podle organizátorů zúčastnilo přibližně 10 tisíc lidí.
Od roku 2006 provozuje poradnu Linka pomoci pro ženy v období očekávání narození dítěte.
V roce 2007 hnutí započalo s projektem Modlitby za nejmenší, do něhož se zapojilo více než tři tisíce lidí a kteří se v rámci něj denně modlí „za obnovu kultury života v naší zemi, za obnovení respektu k životu každého dítěte od okamžiku jeho početí.“
V roce 2014 podalo Hnutí pro život žalobu na Státní ústav pro kontrolu léčiv kvůli prodeji potratové pilulky. Tato žaloba však byla zamítnuta. V témže roce Hnutí také založilo projekt Nesoudíme. Pomáháme, který dle svých slov nabízí pomoc ženám, jež nečekaně otěhotněly.
Pětkrát ročně spolek vydává Informační oběžník HPŽ ČR, časopis zabývající se jak vývojem v oblasti potratů a samotnými aktivitami spolku. Spolek se zároveň intenzivně zabývá lobbingem v oblasti zákonů a dalších legislativních opatření dotýkajících se činnosti spolku a informováním o nich. 
Od roku 2018 hnutí upozorňuje na sociální a ekonomické znevýhodnění ekonomicky aktivních rodin se třemi a více dětmi. V roce 2019 navrhlo přesměrovat na ekonomickou podporu těchto rodin peníze z evropských fondů a upozornilo na budoucí pozitivní dopady této podpory na demografický vývoj v ČR a na řešení udržitelnosti důchodového systému. V září roku 2019 premiér Andrej Babiš přislíbil podporu ekonomicky aktivních rodin se třemi a více dětmi.
Ve spolupráci s Českou gynekologickou a porodnickou společností Hnutí Pro život dosáhlo příslibu zdravotních pojišťoven, že budou gynekologům proplácet čas věnovaný na poradenství těhotným pacientkám.. Hnutí Pro život vyvíjí aktivity, které by zpřístupnily českým ženám chirurgické řešení mimoděložního těhotenství, při kterém by embryo bylo přeneseno na správné místo do dělohy.
V roce 2019 vyvíjelo hnutí snahu, aby zdravotní pojišťovny proplácely umělé oplodnění v případě, že dvouleté léčení příčin neplodnosti páru nepovede k přirozenému početí. Statistické údaje zdravotních pojišťoven udávají, že neplodnost není v ČR prakticky vůbec léčena, přestože evropské směrnice toto doporučují a přestože plošné léčení příčin neplodnosti by vedlo k předcházení vážných onemocnění u mužů i žen, která v raných stádiích neplodnost ovlivňují nebo způsobují.
V roce 2020 viceprezidentka Hnutí Pro život Zdeňka Rybová vyjádřila podporu polskému zákazu potratů i v případě těžkého poškození plodu.
V březnu 2021, během pandemie covidu-19, Hnutí pro život spolu s pražským arcibiskupstvím uspořádalo mši za „nenarozené děti“, kterou celebroval Dominik Duka. I přesto, že v té době bylo z důvodu pandemických opatření povoleno zúčastňovat se náboženských setkání pouze v rámci okresu, pražské arcibiskupství lákalo do Prahy i lidi z jiných okresů s tím, že Hnutí pro život z nich papírově udělá organizátory a ti se tak budou moci zúčastnit.
Začátkem dubna 2022 Hnutí pro život kritizovalo pomoc ve formě nouzové antikoncepce pro ukrajinské ženy znásilněné ruskými vojáky během ruské invaze na Ukrajinu. Místo toho jako pomoc těmto ženám navrhlo nákup houkadel, pepřových sprejů nebo elektrických paralyzérů.
V květnu téhož roku byla Hnutí pro život „za odborné poradenství a objevy v oblasti vojenství, posunutí ochrany nenarozeného dítěte až do okamžiku ejakulace, za předcházení epidemii neexistujícího syndromu a za propagaci alternativní chirurgie“ udělena anticena Bludný balvan v kategorii družstev za rok 2021.
V květnu 2022 psal Neil Datta o napojení hnutí pro život na ruské peníze.

## Kontroverze a kritika
Sdružení představuje konzervativně katolický názorový proud. Činnost hnutí nachází kritiku jak ze strany přirozené názorové pro-choice protistrany (například Feministická skupina ve svém prohlášení ke kampani proti interrupcím z 8. března 2002 zmiňuje, že „Hnutí pro život ve svých materiálech sází na neinformovanost většiny obyvatelstva, a je naprosto zřejmé, že se snaží s lidmi manipulovat.“), tak v minulosti i z liberálnějších církevních řad (otevřený dopis Tomáše Halíka k podpoře prezidentské kandidatury Václava Klause a výzva k omluvě předsedy hnutí Radima Ucháče za nesprávná tvrzení o prof. Švejnarovi) nebo z řad křesťansko-demokratických politiků (vyjádření někdejšího místopředsedy KDU-ČSL Davida Macka, který posléze stranu opustil, k angažmá v tématu práva na život od početí).

### Otevřený dopis proti účasti na gynekologické konferenci České lékařské společnosti
Ke dni 8. května 2024 byl zveřejněn otevřený dopis MUDr. Víta Dvořáka  V květnu 2024 se v médiích objevila zpráva o účasti Hnutí pro život na odborné gynekologické konferenci České lékařské společnosti (ČLS JEP) v Karlových Varech, kde měli členové prezentovat činnost spolku, ve vyhrazeném neodborném bloku. Vůči tomu vznikl otevřený dopis MUDr. Víta Dvořáka, který o svém záměru informoval na svém do tehdy anonymním instagramovém účtu. 
Dopis na webu podepsalo více než tisíc zdravotníků,  vyjadřujíc nesouhlas s prezentací této ultrakonzervativní organizace na lékařském kongresu.
Dvořák prohlásil, že ačkoliv má Hnutí pro život právo na projev svých názorů, nemělo by dostávat prostor na odborné lékařské akci. Argumentuje tím, že rétorika hnutí a jeho aktivní protipotratová kampaň mohou mít negativní dopad na ženy, vedoucí k tzv. „potratové turistice“ nebo ilegálním přerušením těhotenství za život ohrožujících podmínek.

### Spory sAlarmem
Když Deník Alarm v komentáři 29. března 2021 referoval o spolku jako o „protiženském“ a „fundamentalistickém“ hnutí, podalo na jeho redakci Hnutí Pro život ČR žalobu požadující odstranění článku a zveřejnění omluvy. Redakce Alarmu to odmítla jako útok na svobodu slova. Hnutí pro život nakonec žalobu stáhlo.
V červnu 2022 policie potvrdila, že vyšetřuje incident z konce dubna 2022, při kterém měl předseda hnutí Roman Ucháč během bohoslužby sloužené tehdejším pražským arcibiskupem Dominikem Dukou v katedrále svatého Víta napadnout fotografa Deníku Alarm Petra Vrabce, který fotografoval protest reagující na projev tiskové mluvčí spolku Zdeňky Rybové. Policie se případem zabývala pro podezření z poškození cizí věci. Hnutí Pro život ČR později zveřejnilo usnesení státního zastupitelství o zrušení vyšetřování jako nezákonného (některé pasáže v usnesení byly spolkem začerněné).
Podle Vojtěcha Petrů ze Studentských listů spolek hrozil žalobou také tomuto médiu kvůli komentáři z června 2021, v němž bylo označeno za „ultrakonzervativní organizaci, která brojí proti homosexuálům“.

### LGBT práva
Hnutí v roce 2003 vydalo český překlad kontroverzní knihy Terapie homosexuality od křesťanského psychologa Gerarda J. M. van den Aardwega, která vzbudila značnou kritiku jak v českých odborných sexuologických kruzích, tak i v LGBT komunitě.
V roce 2011 spolu s Mladými křesťanskými demokraty uspořádalo Hnutí pro život za podpory Akce D.O.S.T. Pochod pro rodinu jako protestní akci proti Prague Pride 2011.
V roce 2012 Hnutí pro život podpořilo protestní akci proti Prague Pride 2012 nazvanou Obrana hrdosti normálních lidí, jejímž organizátorem byla Akce D.O.S.T.
V roce 2013 se Hnutí Pro život přihlásilo k rezoluci podporující ruský zákon proti gay propagandě, který v praxi zeširoka kriminalizuje jakékoliv veřejné demonstrace či pouze projevy na obranu LGBT práv a distribuci materiálů o LGBT kultuře, případně i zrovnoprávnění homosexuálních vztahů s heterosexuálními.
V minulosti se též hnutí v otevřeném dopisu z 2. listopadu 2015 vyslovilo proti možnosti přiosvojení dítěte partnera ve stejnopohlavních svazcích s odůvodněním, že takový návrh má ve skutečnosti za cíl „přesvědčit českou společnost, že homosexuální životní styl je plnohodnotnou variantou rodinného života“. Přičemž dodává, že „i děti lidí žijících v homosexuálních vztazích mají prarodiče či další příbuzné, kteří jim v případě tragédie mohou poskytnout vhodnější zázemí a životní orientaci než homosexuální milenec“.
Později podle vyjádření Radima Ucháče hnutí téma genderu a homosexuality opustilo a zaměřilo se opět výlučně na „záchranu dětských životů“.

### Komunikace v rámci Agendy Europe
V roce 2024 byla zveřejněna uniklá korespondence mezi členy ultrakonzervativní protipotratové platformy Agenda Europe. Této komunikace se účastnil i předseda Hnutí pro život Radim Ucháč, který zde popisoval strategii, pomocí které se hnutí snaží omezit společenskou akceptaci potratů: „Naše intervence de facto rozděluje ženy žádající o potrat na dvě skupiny: na naprostou většinu, která je obětí, a malou menšinu chladnokrevných mrch. Logickým řešením v obou případech je zákaz potratů.“ Ucháč v korespondenci mj. dále uvedl, že je pomocí lobbingu třeba zapracovat na přijetí zákona, který by ženy ochránil před tím, aby byly k potratu nuceny.

### Informace o poradenství sociálního a právního charakteru na těhotenských testech
V roce 2025 podala poslankyně Romana Bělohlávková (KDU-ČSL), Zdenka Němečková Crkvenjaš (ODS) a poslanec Jan Kuchař (STAN) návrh na přílepek k novele zákona o veřejném zdravotním pojištění, který by výrobcům pod pohrůžkou dvoumilionové pokuty uložil povinnost uvádět na těhotenských testech „upozornění na internetové stránky provozované Ministerstvem zdravotnictví, které obsahují poradenství sociálního a právního charakteru zaměřené na zachování těhotenství“. Předkladatelka podání návrhu při rozpravě zdůvodnila snahou pomoci 1 400 ženám (asi 9 % realizovaných interrupcí), které jsou ročně vystaveny specifickému druhu domácího násilí, kdy jsou většinou svým partnerem nuceny podstoupit interrupci. Po medializaci, že se na návrhu podílelo Hnutí Pro život ČR, část poslanců od svého návrhu ustoupila.